# コツバメ
コツバメ（小燕、学名：Callophrys ferrea）は、チョウ目・シジミチョウ科に属するチョウの一種。

## 分布
日本全国に分布する（日本産：Callophrys ferrea ferrea）。ロシア極東地域、中国東北部、朝鮮半島などに別亜種がある。

## 特徴
早春にのみ発生する、茶色い。体温を飛ばさないように体が毛深くなっている。翅裏は茶色一色ではなく、微妙な濃淡の表現がある。
まだ寒いうちから活動しだすので、静止時や吸蜜時は太陽に向けて体を横倒しにして止まることが多い。 

## 生態
食草はアセビ。ただし草ではなく、つぼみを食べる。新芽やつぼみだけを食べるのはシジミチョウ科特有の食生活である。
年一化で早春のみ出現。蛹で越冬。

## 種の保全状況評価
日本の以下の都道府県で、レッドリストの指定を受けている。
- 絶滅（EX） - 東京都
- 絶滅寸前または絶滅危惧種（絶滅危惧I類、CRまたはEN） - 千葉県
- 危急種（VU） - 福岡県、鹿児島県
- 準絶滅危惧（NT） - 宮城県、埼玉県、長崎県、宮崎県